# История театра в США
Театр Соединенных Штатов Америки, как явление, стал результатом заимствования европейской театральной традиции, испытав в свое время закономерное влияние британского театра.
Центром американской театральной жизни в настоящее время является Манхэттен с его составляющими: Бродвеем и, так называемыми, Офф-Бродвеем и Офф-офф-Бродвеем. Во многих городах за пределами Нью-Йорка также существуют профессиональные региональные и постоянные театральные труппы, которые продюсируют собственные театральные сезоны. При этом многие постановки производятся с расчетом на то, чтобы в последующем быть перевезенными в Нью-Йорк.
Театральная сфера в США имеет хорошо развитую театральную культуру, опирающуюся на работу волонтеров на местах, которые зачастую не являются непосредственными театральными работниками.

## Ранняя история
До основания первой английской колонии в 1607 году на территории будущих Соединенных Штатов существовали испанские драмы и примитивные театральные представления, создаваемые индейскими племенами. Первое театральное здание было построено в 1716 году в Уильямсбурге, штат Вирджиния, а в 1736 году в Чарльстоне, Южная Каролина, открылся первый оригинальный Театр на Док-стрит. Однако годом рождения профессионального театра в английских колониях принято считать 1752 — год прибытия в колонии Льюиса Халлама и его театральной труппы.
Льюис и его брат Уильям, который прибыл двумя годами позже, стали первыми, кто организовал и привез из Европы полноценную профессиональную актерскую труппу. Вместе с актерами братья Халлам привезли традиционный европейский репертуар популярных в то время в Лондоне пьес, в том числе, «Гамлет», «Отелло», «Ричард III», «Офицер-вербовщик» и т.д. Первым спектаклем нового театра стал «Венецианский купец», премьера которого состоялась 15 сентября 1752 года.
Практически сразу труппа братьев Халлам столкнулась с противодействием религиозных организаций, поэтому уже в 1755 году им пришлось уехать на Ямайку. Вскоре после этого Льюис Халлам основал American company и открыл театр в Нью-Йорке, в котором в 1767 году поставил первую профессиональную американскую пьесу —  «Принц Парфии» Томаса Годфри.
В XVIII веке несколько штатов приняли законы, запрещающие театральные представления: Массачусетс в 1750, Пенсильвания в 1759, Род-Айленд в 1761. Во время Войны за независимость США театры были закрыты в большинстве штатов по требованию Континентального конгресса. Но несмотря на подобные ограничения некоторые авторы продолжали сочинять пьесы. Вероятнее всего, первые пьесы, написанные в Америке, принадлежали авторам европейского происхождения — оригинальные пьесы писали испанцы, французы, англичане еще в 1567 году, хотя ни одна из них не была напечатана или опубликована до 1714 года, когда в свет вышел текст «Андроборос» Роберта Хантера. Первой пьесой за авторством американского писателя считается «Принц Парфии» Годфри, хотя годом ранее в Лондоне была опубликована пьеса Роберта Роджерса «Понтич, или дикари Америки», которая также затрагивала американские темы. Еще одна пьеса американского автора «Катон» была поставлена много позже уже по заказу Джорджа Вашингтона и его войск в Вэлли-Фордж зимой 1777-1778 годов.
Период Американской революции стал благодатным для драматургов. Политические дебаты являлись плодородной почвой как для сатиры, которую можно найти в работах Мерси Отис Уоррен и полковника Роберта Манфорда, так и для героических пьес, как например произведения Хью Генри Брекенридж. По окончании войны за независимость началось зарождение американской социальной комедии, например, в пьесе Ройялла Тайлера The Contrast, впервые показавшем характерного персонажа — янки, носившего в этом произведении имя Джонатан. Но до драматурга Уильяма Данлапа профессиональных авторов Америке не было. Данлэп, чья работа была связана с написанием пьес, переводами, управлением и историографией театра, заслужил титул «Отца американской драмы». Помимо перевода пьес Августа фон Коцебу и французских мелодрам, Данлэп создавал театральные произведения различных стилей, лучшими среди которых стали «Андре» и «Отец».

## XIX век

### Театр до Гражданской войны
В 1809 году в Филадельфии, штат Пенсильвания, на Уолнат стрит, 825, труппа цирка Пепина и Брешара основала театр The Walnut — старейший профессиональный театр Америки. Первый спектакль «Соперники» был поставлен в 1812 году. На премьерном вечере присутствовали президент Томас Джефферсон и маркиз де Лаффает.

Многим провинциальным театрам в то время не хватало средств на обогрев помещений и минимальный набор реквизита и декораций. В связи с расширением страны на запад некоторые предприимчивые театральные деятели придумали плавучие театры, размещенные на баржах и речных судах, которые могли гастролировать из города в город. Крупные города могли позволить себе длительный «прогон» — период времени, в течение которого гастролирующая труппа ставила подряд несколько спектаклей на одном месте. Так, например, в 1841 году в Нью-Йорке одну и ту же пьесу играли на протяжении беспрецедентных трех недель.
Привычными среди постановок были произведения Уильяма Шекспира. Американские пьесы этого периода в основном составляли мелодрамы, знаменитым примером которых может служить «Хижина дяди Тома», написанная Джорджем Эйкеном на основе одноимённого романа Гарриет Бичер-Стоу.
В 1821 году в Нью-Йорке Уильям Генри Браун основал театр African Grove. Это была третья, и единственная успешная, попытка основать афроамериканский театр. В театре игрались не только традиционные для того времени спектакли по трагедиям Шекспира, здесь же была поставлена первая пьеса, написанная афроамериканским драматургом, «Драма короля Шатуэя». Предполагается, что ее написал сам Уильям Генри Браун, текст пьесы не сохранился. К сожалению, сам театр просуществовал недолго и был закрыт уже в 1823 году.
После закрытия African Grove афроамериканский театр в США, как явление, ничем не выделялся в те годы. За исключением пьесы «Побег, или прыжок к свободе», написанной Уильямом Уэллсом Брауном, бывшим рабом, которую поставили в 1858 году, афроамериканские пьесы не принимались в репертуары театров до «Гарлемского Ренессанса» в 1920-х годах.
Популярной формой театрального искусства XIX века были менестрель-шоу, в которых загримированные под негров белые актёры (иногда, особенно после окончания гражданской войны — настоящие негры) разыгрывали комические сцены из жизни негров, а также исполняли стилизованную музыку и танцы африканских невольников. Представления, часто пародировавшие популярные спектакли и мюзиклы, были наполнены расовыми стереотипами и расистскими шутками.
В течение XIX века театральная культура ассоциировалась с гедонизмом и даже насилием, а актёры, особенно женщины, ставились чуть выше, чем проститутки. Джесси Бонд в середине XIX века писала: «Театр был в упадке, елизаветинская слава и георгианские условности как будто остались в прошлом, высокопарная трагедия и вульгарный фарс — вот из чего должен был выбирать театрал, театр превратился в место с ужасной репутацией». 15 апреля 1865 года, всего через неделю после окончания Гражданской войны в США, Авраам Линкольн был убит в театре Форда в Вашингтоне во время спектакля. Убийцей оказался имевший национальную известность актёр Джон Уилкс Бут.
Ставший особенно популярным в это время викторианский бурлеск — жанр непристойного комического театра, высмеивающего высокое искусство и культуру — был привезен из Англии примерно в 1860 году и принял в США форму фарса, в котором актрисы, исполнявшие мужские роли, высмеивали в постановках политику и культуру того времени. Почти сразу же бурлеск был подвергнут критике за нарочитую сексуализированность и откровенность, постепенно жанр начал вытесняться с «основной» сцены, пока не оказался низведен до подмостков салунов и баров. Женщин-постановщиц, таких как Лидия Томпсон, заменили коллеги-мужчины, которые смягчали критику политических тем и делали еще больше акцента на сексуальном аспекте постановок. В конце концов, шоу трансформировалось в достаточно невинное развлечение, в котором симпатичные девушки в открытой одежде пели песни, а мужчины-комики выступали с похабными шутками.
Пьесы довоенного периода являлись, как правило, производными от европейских мелодрам по форме, но оригинальными по содержанию, апеллируя к национальным темам. Вместе с этим драматурги были сильно ограничены рядом факторов, включая ориентацию на прибыльность пьес, приземленные вкусы американских театралов и отсутствие исправного законодательства в отношении авторских прав и политики вознаграждений авторам. Самой выгодной стратегией для драматургов стало совмещение нескольких театральных профессий. По примеру Джона Говарда Пейна, Диона Бусико и Джона Броэма многие авторы становились также актерами или театральными менеджерами.
В этот период были популярны конкретные типажи и характеры: янки, негр, индеец — частыми воплощениями которых были персонажи, именуемые Джонатан, Самбо и Метамора. Вместе с этим возросший поток иммигрантов вызвал рост количества пьес, посвященных ирландцам и немцам. В этих пьесах, как правило, поднимались темы пьянства и католицизма. Также в это время были популярны пьесы о правах женщин и об американской экспансии на Запад, в том числе пьесы о мормонах. Среди лучших пьес того периода: «Суеверие» Джеймса Нельсона Баркера, «Отец-фанатик», «Мода» Анны Кора Моватт, «Жизнь в Нью-Йорке», «Патнэм» Натаниэля Баннистера, «Железный сын 76-го», «Окторун» Диона Бусико, «Жизнь в Луизиане», «Колдовство», «Мученики Салема» Корнелиуса Мэтьюза.
Продолжали развиваться различные формы театральных представлений: шоу менестрелей, плавучие театры и, так называемое, «шоу Тома» — постановки, основанные на культовом романе «Хижина дяди Тома».

### Театр после Гражданской войны
В период Реконструкции Юга театры северных штатов испытывали послевоенный бум, что увеличило число и длительность постановок. Внедрение железнодорожного транспорта позволило театральным труппам вместе с декорациями легко гастролировать между городами, что привело к упадку небольших провинциальных театров. Изобретение электрического освещения также привело к изменениям в обустройстве театра: улучшению оформления сцены, обновлению внутреннего дизайна и зрительских рядов.
В 1896 году Чарльз Форман, Эл Хэйман, Эйб Эрлангер, Марк Клау, Сэмьюэл Ф. Флендерсон и Фред Циммерман организовали Театральный синдикат, который взял под контроль продажи билетов и подбор актёров на всей территории Соединённых Штатов. Монополия продержалась до начала XX века, когда у неё появился конкурент — агентство The Shubert Organization, созданное братьями Шуберт.
Для драматургов послевоенный период ознаменовался повышением уровня доходов и общественного уважения (в том числе и со стороны профессиональных критиков). По-прежнему популярными оставались мелодрамы и фарсы, а поэтические драмы и романтизм сошли на нет в связи со стремлением публики к реализму, который нашёл своё место в серьёзных драмах, мелодрамах и комедиях. Однако американский реализм имел отличия от европейского реализма Генрика Ибсена: это было сочетание сценического реализма с менее романтизированным восприятием жизни, соответствующим культурным потрясениям этого периода. Наиболее амбициозным сторонником реализма стал Джеймс Хёрн, вдохновлённый идеями Ибсена, Харди и Золя. Его главным достижением стала пьеса «Маргарет Флемминг», созданная в соответствии с принципами, изложенным в эссе Херна «Art for Truth’s Sake in the Drama». Несмотря на то, что Margaret Fleming не понравилась ни публике, ни критикам: зрители посчитали, что автор уделяет слишком много внимания неблаговидным темам и представляет неприемлемые сцены, например, Маргарет на сцене кормит грудью внебрачного ребёнка — в других формах он завоевал признание. Примерами удачных реалистических пьес могут служить мелодрама Under the Gaslight Августина Дейли и Shenandoah Бронсона Говарда. Среди других ключевых драматургов этого периода — Дэвид Беласко, Стили Макей, Уильям Дин Хоуэллс, Дайен Бусико и Клайд Фитч.

## XX век

### Театр первой половины века
В конце XIX — начале XX века в Америке зародился новый жанр искусства — водевиль. Это театрально-эстрадное представление, состоящее из нескольких не связанных между собой номеров, оказало сильное влияние на ранние фильмы, радиопостановки и телевидение США. Своей формой этот жанр обязан американской традиции использовать антракты обычных спектаклей для коротких выступлений певцов и других исполнителей. Одним из долгожителей театральной сцены, начавший свою карьеру в водевиле и остававшийся в строю до 1990-х годов, был комик Джордж Бёрнс.
Некоторые театры водевиля, построенные между 1900 и 1920 годами никогда не меняли профиля деятельности, но многие прошли через периоды использования в других целях, как правило, в виде кинотеатров. Однако во второй половине XX века, со снижением численности населения городов и появлением в пригородах мультиплексов, часть зданий снова стали использоваться для живых представлений.
Традиционный театр в США в начале XX века, как и в Европе, стал сложнее. Таких театров в стране насчитывалось 1752. Актёры этого периода, например, Этель Берримор или Джон Дрю, иногда считались важнее, чем спектакль, в котором они участвовали. Появление кинематографа вызвало многочисленные изменения и в театре. Возросла популярность мюзиклов, вероятно, в какой-то степени из-за того, что кино демонстрировалось без звука и не могло конкурировать с музыкальными театральными постановками, пока в 1927 году на экраны не вышел звуковой фильм «Певец джаза». В этот период расцветает сложная и глубокая драма, исполнение роли становится более сдержанным. Но уже с 1915 года актёры начинают переходить в кино, а водевиль сталкивается с жёсткой конкуренцией со стороны фильмов.
Начало XX века традиционный театр встретил с прежней приверженностью реализму и дальнейшим совершенствованием драмы. Примерно в 1900 году также было отмечено возрождение поэтической драмы, что соответствовало всплеску внимания к жанру в Европе (Йейтс, Метерлинк, Гауптман). Наиболее заметным примером этого направления был спектакль «Библейская трилогия» Уильяма Вона Мооди, который одновременно отразил рос интереса к спектаклям на религиозные темы, ранее поднятым в произведениях «Бен Гур» (1899) и двух версиях романа «Камо грядеши» (1901). Однако известность Мооди принесли другие пьесы: The Great Divide (1906), позднее трижды экранизированная, и The Faith Healer (1909), совместно определившие направление развития современной американской драматургии с акцентом на эмоциональном конфликте, лежащем в основе конфликта социального. Среди других ключевых драматургов этого периода были (в дополнение к Хоуэлсу и Фитчу) Эдвард Шелдон, Чарльз Ранн Кеннеди и один из самых успешных женщин-драматургов Америки — Рэйчел Крозерс, которая вывела на сцену чисто женские вопросы, как например в пьесе He and She (1911).
В период между двумя Мировыми войнами американская драматургия достигла зрелости, в постановках стали использоваться различные комбинации стилей от натурализма до экспрессионизма, что вдохновила драматургов на создание произведений с большей свободой способов выражения идей. Другим, отличным от первого, направлением развития стали фольклорные и местечковые эксперименты и возвращение поэтической драмы. Одновременно появляются протестные и моралистические произведения. Вместе с искусством идёт развитие и театральной критики, появляется множество книг и журналов, посвящённых американскому театру.
В первые 20 лет XX века в музыкальном театре доминировали ревю, состоящие из несвязанных друг с другом вокальных, комедийных и танцевальных номеров. Впоследствии мюзиклы преодолели этот формат и перешли к сюжетным постановкам. Одним из первых спектаклей в новом формате стал Show Boat с музыкой Джерома Керна и либретто Оскара Хаммерстайна. Наряду с песнями, в нём имелись немузыкальные сцены, благодаря которым разрабатывался сюжет. Следующим крупным шагом вперёд стал первый мюзикл «Оклахома!», либретто которого написал Оскар Хаммерстайн, а музыку — Ричард Роджерс. Серьёзный драматический сюжет был воплощён с помощью музыки и танцев.
Наряду с профессиональными коллективами в США выступали и актёры-любители. 18 апреля 1884 года в Нью-Йорке была основана компания The Amateur Comedy Club, Inc. (ACC), которую создали семь человек, покинувших Madison Square Dramatic Organization, общественно значимую организацию, во главе которой стояли мисси Джеймс Браун Поттер и Дэвид Беласко. Первое представление ACC дало 13 февраля 1885 года. С тех пор эта группа выступает без перерыва до настоящего времени, что делает её старейшим театральным сообществом США. Среди известных ньюйоркцев, входивших в сообщество, были Теодор, Фредерик и Джон Стейнвеи, производители фортепиано; Гордон Грант, маринист; Кристофер Ла Фарж, архитектор; Ван Х. Картмелл, издатель; Альберт Стернер, художник; Эдвард Фэйлс Кауард, театральный критик и драматург. Элзи де Вольф, ставшая впоследствии первым профессиональным декоратором, играла в спектаклях клуба в первые годы XX века, как и Хоуп Уильямс, у которой брала уроки Кэтрин Хепбёрн. Джулия Харрис состояла в клубе в 1940-х. Директорами клуба в разное время Чарльз Коберн, Герьерт Доули, Джордж Ференц, Уолтер Гриза, Джозефин Халл, Говард Линдсей, Джин Локхарт, Пристли Моррисон, Рут Роусон, Майде Рили, Хосе Рубен, Джанет Хейс Уокер и Монти Вули.
Значительные социальные изменения, произошедшие во времена Великой депрессии повлияли и на театральную жизнь Соединённых Штатов. Театры стали выполнять общественную роль, привлекая в ряды актёров иммигрантов и безработных. Федеральный театральный проект в рамках программы «Новый курс» президента Франклина Рузвельта способствовал популяризации театров и созданию рабочих мест для актёров. Благодаря этой программе на сцене появились многие необычные и противоречивые пьесы, в том числе «У нас это невозможно» Синклера Льюиса и мюзикл «Колыбель будет качаться» Марка Блицштейна. В противоположность этому легендарный продюсер Брок Пембертон, основатель премии Тони считал, время как никогда ранее способствует комедийным постановкам, которые помогут забыть о суровых социальных условиях. Типичным примером воплощения этой позиции была комедия «Личное появление» (1934), написанная Лоуренсом Райли и выдержавшая 501 представление на Бродвее.
Годы между мировыми войнами были эпохой контрастов. Вершиной серьёзного искусства стали пьесы Юджина О’Нила, посвящённого событиям в мире на пороге Второй мировой войны. За свои произведения О’Нил был удостоен трёх Пулитцеровских премий (1920, 1922, 1928) и Нобелевской премии по литературе (1936).
1940 год стал переломным для афроамериканского театра. Фредерик О’Нил и Абрам Хилл основали ANT — «Американский негритянский театр» — самый известный негритянский театр 1940-х годов. Труппа выступала на маленькой сцене в подвале гарлемской библиотеки, большинство пьес писали чернокожие сценаристы, такими же были и зрители. Среди произведений были Natural Man (1941) Теодора Брауна, Walk Hard (1944) Абрама Хилла и Garden of Time (1945) Оуэна Додсона. В этом театре делали первые шаги в карьере такие известные актёры, как Гарри Белафонте, Сидни Пуатье, Элис и Элвин Чилдресс, Осцеола Арчер, Руби Ди, Эрли Хэйман, Хильда Симмс.

### Театр после Второй мировой войны
После Второй мировой войны театр в США продолжил свое интенсивное развитие. Несколько американских драматургов, таких как Артур Миллер и Теннесси Уильямс, обрели мировую популярность. 1950-1960 года, известные волной экспериментов в области искусства, стали переломными и для театральной сферы. Такие группы, как Stephen Sondheim's Company, экспериментировали с деконструкцией музыкальной формы в спектаклях. Они отходили от традиционного сюжета и реалистичных декораций в пользу исследования внутреннего состояния героев. Спектакль «Безумства» был поставлен с использованием приемов гротескной стилизации на популярное музыкальное шоу начала 20 века; «Мирные увертюры» строились на приемах японского театра кабуки; в спектакле «Радостно мы катимся...» история рассказывалась задом наперед.
Но, несмотря на экспериментальный уклон, особенно популярны оставались классические мюзиклы. Например, «Вестсайдская история» побила все предыдущие прокатные рекорды и до сих пор остается одним из самых известных и повторяемых мюзиклов. Постановка Боба Фосса «Чикаго» вернула мюзикл к водевильным истокам и также стала одним из самых популярных американских мюзиклов.
Аудитория американских театров и кассовые сборы в послевоенный период сильно сократились из-за развития телевидения и радио. По словам Джеймса Ф. Рейли, исполнительного директора Лиги нью-йоркских театров, в период с 1930 по 1951 год число официальных театров только в Нью-Йорке сократилось с 68 до 30. Четырнадцать театральных зданий были переданы во владение радиостанциям и телевизионным каналам. Более того, подоходный налог, который был введен еще в 1918 году и который сам по себе являлся обременительным, был удвоен в 1943 году.
Начиная с конца 1990-х годов театр США перестал быть самостоятельным видом искусства. Ориентированный на коммерческий успех, театр начал многое заимствовать из оперы и кинематографа. Джули Теймор, режиссер «Короля льва», поставила «Волшебная флейта» в Метрополитен-опера. Ряд бродвейских мюзиклов были поставлены по диснеевским проектам: «Мэри Поппинс», «Тарзан», «Русалочка», «Красавица и чудовище».

## XXI век
Ранние формы театрального искусства, такие как менестрель-шоу и водевиль, со сцены исчезли, но сам театр в начале XXI века остается популярным видом искусства. Миллионы театральных зрителей ежегодно посещают бродвейские постановки, которые становятся сложнее и затратнее. В то же время театр становится площадкой для самовыражения, местом, где локальные группы могут проводить личностные исследования и поиски идентификации. Примером одной из таких групп может являться театральная труппа East West Players, объединившая в 1965 году американцев, имеющих азиатское происхождение. Среди значимых драматургов современности можно назвать Эдварда Олби, Огаста Уилсона, Тони Кушнера, Дэвила Генри Хвана, Джона Гуэйра и Венди Вассерстейн. Небольшие городские театры определили себя как источник инноваций, а региональные оставили за собой роль крупных центров театральной жизни. Драму преподают в старшей школе и колледжах, чего не было в предыдущие периоды. Благодаря этому интерес к театру просыпается у большего числа людей.

## Драма
В первые годы 20 века, вплоть до Первой мировой войны, реализм оставался основным направлением развития драматургии. Однако параллельно этому течению, примерно с 1900-х годов в США началось возрождение поэтической драмы, соответствующее аналогичному возрождению в Европе (Йейтс, Метерлинк, Гауптман). Наиболее ярким примером является «Библейская трилогия» Уильяма Вона Муди, которая также является образцом драмы на религиозную тематику. По мимо трилогии известны две прозаические пьесы Муди: «Великая пропасть» (1906) и «Целительница веры» (1909), которые были сосредоточены на эмоциональных конфликтах, лежащих в основе социальных противоречий. Другими ключевыми драматургами того периода являлись Эдвард Шелдон и Чарльз Ранн Кеннеди. Одной из самых успешных женщин-драматургов в США начала 20 века считается Рэйчел Крозерс («Он и она», 1911).
В период между мировыми войнами американская драма достигла зрелости, во многом благодаря текстам Юджина О'Нила. Его эксперименты с театральной формой, сочетание в пьесах натуралистических и экспрессионистских приемов вдохновили других драматургов использовать большую свободу в своих произведениях. Будь то расширение приемов реализма, как в «Мелочах» Сьюзан Гласпелл, или активное заимствование элементов немецкого экспрессионизма, как в «Счетной машине» Элмера Райса.
Другими видными явлениями этого периода стали, например, фолк-драма — «На груди Авраама» Поля Грина (удостоена Пулитцеровской премии), «театрализованная» драма —  «Потерянная колония» Пола Грина (о таинственной колонии Роанок), поэтическая драма — «Winterset» Максвелла Андресона. В то же время экономический кризис Великой депрессии привел к популярности такого жанра, как драма протеста. «Живая газета» Федерального театрального проекта, «В ожидании левши» Клиффорда Одетса. А также такого жанра, как моралистическая драма. «Маленьких лисичках» и «Детский час» Лилиан Хеллман. Среди других выдающихся фигур того периода: Джордж С. Кауфман, Джордж Келли, Лэнгстон Хьюз, С.Н. Берман, Сидни Ховард, Роберт Э.Шервуд. Такие драматурги, как Филипп Барри, Уильям Сароян и Торнтон Уайлдер продолжали путь философских поисков Юджина О'Нила.
Уровень развития, которого достигла американская драма в период между двумя мировыми войнами, был поддержан и укреплен послевоенным поколением драматургов, таких как Теннесси Уильямс и Артур Миллер. Выдающимися авторами в 1950-х годах были Уильям Инге, Артур Лоренц, Пэдди Чаефски, в авангардных 1960-х — Джек Ричардсон, Артур Копит, Джек Гелбер, Эдвард Олби. Активно развивалась и «черная» драма благодаря текстам Лоррейн Хансберри, Джеймс Болдуин, Амири Барака.
Период, начавшийся в середине 1960-х с принятия законодательства о гражданских правах, привел к возникновению театра «повестки дня», сравнимого с театром 1930-х годов. Появились новые имена в драматургии: Сэм Шепард, Нил Саймон, Ромулус Линни, Дэвид Рабе, Лэнфорд Уилсон, Дэвид Мэмет, Джон Гуарэ и др. В этот же период стали появляться женщины-драматурги: Бэт Хэнли, Марша Норман, Вэнди Вассерштейн, Мэган Терри, Паула Фогель, Мария Ирен Форнес.
Рост движений этнической гордости привел к популярности драматургов из расовых меньшинств, таких как Дуглас Тернер Уорд, Эдриан Кеннеди, Эд Буллинз, Чарльз Фуллер, Сюзан-Лори Паркс, Нтозаке Шанге, Джордж К.Вулф, Август Уилсон, которые внесли значимый вклад в драматургическую историю США своим циклом пьес Питтсбургского цикла, по одной на каждое десятилетие 20 века. Азиатско-американский театр был представлен в начале 1970-х годов Фрэнком Чином и Дэвидом Генри Хвангом. Латиноамериканский театр вырос из местных активистских выступлений в театре Кампесино Луиса Вальдеса, выдающимися драматургами стали кубинцы Форнес (премия Оби), Нило Круз (Пулитцеровская премия), пуэрториканцы Хосе Ривера и Мигель Пиньеро (их мюзикл «На высотах» был удостоен премии Тони).
Также стали развиваться пьесы, посвященные правам сексуальных меньшинств и борьбе со стигматизацией темы СПИДа. Выдающимися драматургами, представителями сексуальных меньшинств, стали: Кристофер Дюран, Холли Хьюз, Карен Малдеп, Терренс Макнелли, Ларри Крамер, Тони Кушнер (его постановка «Ангелы в Америке» два года подряд удостаивалась премии Тони).
В настоящее время драма преподается в американских школах и колледжах, что способствует повышению интереса не только к драматургическому мастерству, но и к театру.